# Monumento a Girolamo Savonarola (Ferrara)
Il monumento a Girolamo Savonarola, opera del centese Stefano Galletti, si trova in Piazza Savonarola a Ferrara.

## Descrizione
Raffigura il frate in atteggiamento oratorio, erto su una catasta di legna che allude al rogo su cui fu fatto morire. Si erge su di un basamento quadrangolare.
Il monumento fu inaugurato il 23 maggio 1875 (IV centenario dell'illustre concittadino Ludovico Ariosto) alla presenza del principe Umberto I, dello scultore Giulio Monteverde, del poeta Aleardo Aleardi e del sindaco di Firenze Ubaldino Peruzzi.

## Storia
Non avendo la sua città natale ancora reso omaggio a Savonarola, nel 1867 venne istituito un comitato, presieduto da Anton Francesco Trotti, per onorare la memoria del frate, la cui figura all'epoca era tornata in auge grazie agli eventi risorgimentali ed al clima antipapale. Il concorso portò Ferrara al livello di altre città, come ad esempio Roma, che prima di essa avevano promosso l'erezione di monumenti celebrativi tramite concorso a livello nazionale. Dopo aver raggiunto i necessari finanziamenti, grazie ai contributi del Municipio, dell'Amministrazione provinciale e di privati, il Comitato ferrarese bandì nel 1870 un concorso nazionale al quale parteciparono dieci scultori, sottoposti al giudizio dei professori dell'Accademia Albertina, scelta per ottenere maggiore imparzialità di giudizio.
Nel 1871 fu eletto vincitore Galletti che, iniziando i lavori qualche tempo dopo, si avvalse della collaborazione del marmista bolognese David Venturi, il quale eseguì il bicromo basamento e la recinzione composta da piccole colonne.

### Il progetto di Galletti
L'Accademia Albertina scelse la proposta di Galletti, la quale si distinse dalle altre per l'attenzione rivolta alla resa del viso e per la posa enfatica delle braccia in atteggiamento declamatorio, simile al suo precedente Gioacchino Ventura, a cui va aggiunta qui la resa realistica del panneggio in cui «rende pienamente il carattere dell'insigne martire italiano. La movenza è nobile, severa, piena di vita; scorgersi in essa con evidenza di espressione il personaggio rappresentato. Nuova e appropriata la composizione dello zoccolo (plinto), su cui posa la figura». Criticato, invece, fu il basamento, «pesante e troppo largo», che doveva quindi esser rifatto.
Circa trent'anni dopo, nel necrologio per la morte di Galletti, la stessa testata che aveva prodotto elogi in occasione dell'inaugurazione criticò invece l'intero complesso, paragonandolo con opere più fortunate dal punto di vista stilistico, come il suo Guercino posizionato a Cento o il Cavour a Roma.

## Restauri
Fu danneggiato durante i bombardamenti della Seconda guerra mondiale sia nel manto che nella mano sinistra. Negli anni cinquanta del Novecento, le mani furono restaurate da diversi artisti, tra cui lo scultore forlivese Giuseppe Casalini ed il voghierese Giuseppe Virgili.
Nell'autunno del 1992 fu nuovamente sottoposto a restauro per pulirlo da polvere e smog, rimuovere le infestazioni, sistemare alcune decoesioni e per eseguire il restauro della mano, all'epoca nuovamente oggetto di vandalismo.
Ad inizio 2021 è partita un'altra campagna di restauro, sempre volta alla pulizia e al consolidamento dell'opera.